# Kindness, Clarity and Insight
A Kindness, Clarity, and Insight (magyarul: Kedvesség, tisztaság és belátás) című könyvet széles körben tekintik a dalai láma egyik legolvashatóbb és egyben legalapvetőbb és széleskörűbb művének. A könyv a dalai láma húsz előadását foglalja össze, amelyeket 1979-ben és 1981-ben adott az Egyesült Államokban, illetve 1980-ban Kanadában. A könyv néhány témája elsőre nehéznek tűnhet a buddhizmusban kevésbé jártas emberek számára, azonban az üzenet többsége közérthető, egyszerű üzenet, amely az együttérzésre, a szeretetre és a tiszteletre épül.

## Tartalma
A könyvben található tanítások tömören foglalják össze a tibeti buddhizmus leglényegesebb témáit, mint például az együttérzés szükségessége, a világvallások közös célja, a karma, a négy nemes igazság, a tudat ragyogó természete, a meditációs összpontosítás, az éntelenség, a két igazság tana, illetve a tibeti buddhizmusban elérni kívánt tiszta fényű belső tudat. Az utolsó fejezetben a dalai láma rávilágít, hogy alapvetően a tibeti buddhizmus különböző iskoláinak is alapvetően azonos a célja. Az ügyesen felépített húsz fejezet segíti az olvasót a háttérismeret megismerésében, majd az összetettebb témák megértésében. Összességében a könyvben található tanítások térképként szolgálnak a tibeti spirituális kultúra olykor rendkívül összetett labirintusai között történő eligazodásban.